# جیمز گاتری
جیمز کی.ای. گوتری (به انگلیسی: James K.A. Guthrie) (متولد ۱۴ نوامبر ۱۹۵۳ یک مهندس صوت و تهیه‌کنندهٔ ضبط بریتانیایی است که بیشتر به عنوان یکی از همکاران گروه پراگرسیو راک پینک فلوید شناخته می‌شود و به عنوان مهندس از سال ۱۹۷۸ میلادی با گروه همکاری کرده‌است.وی برای مهندسی کردن در آلبوم دیوار پینک فلوید جایزهٔ بهترین مهندس صوت را برنده شده‌است.

وی همچنین برای فیلم دیوار جایزه گرمی بهترین مهندسی صوت در موسیقی فیلم غیر کلاسیک را ازآن خود کرده‌است.